# Ржевка (Тамбовская область)

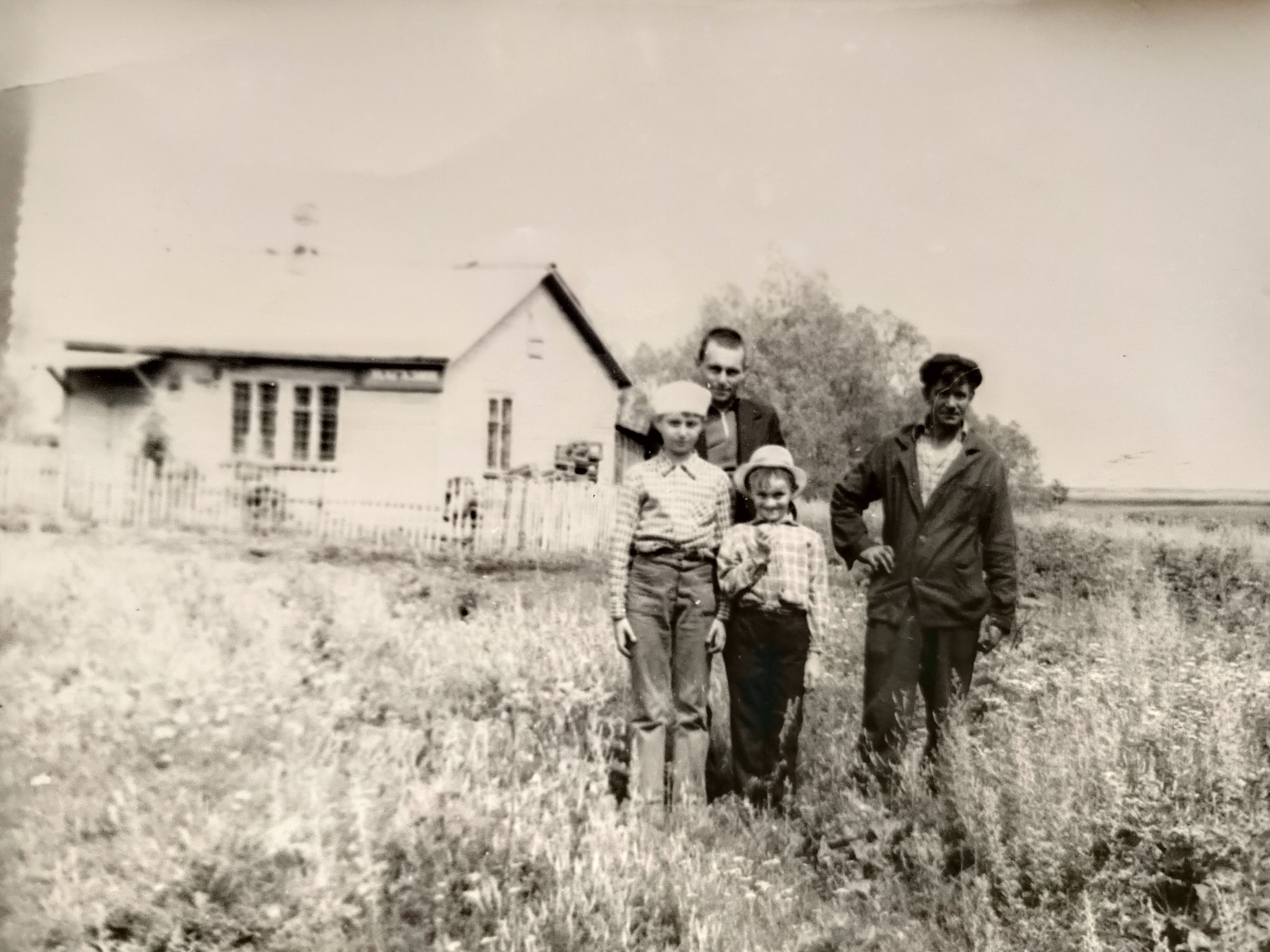
Ржевский магазин

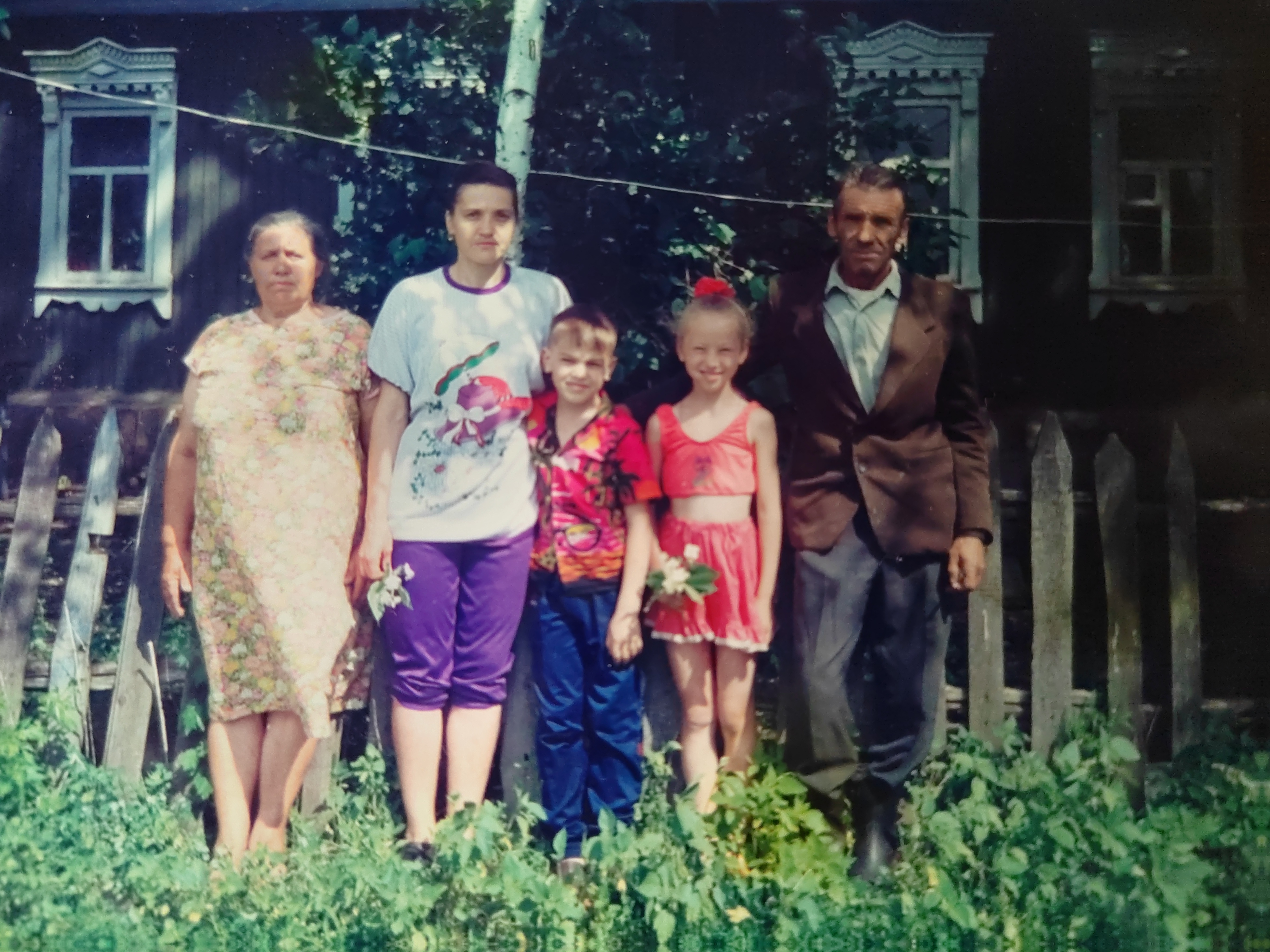

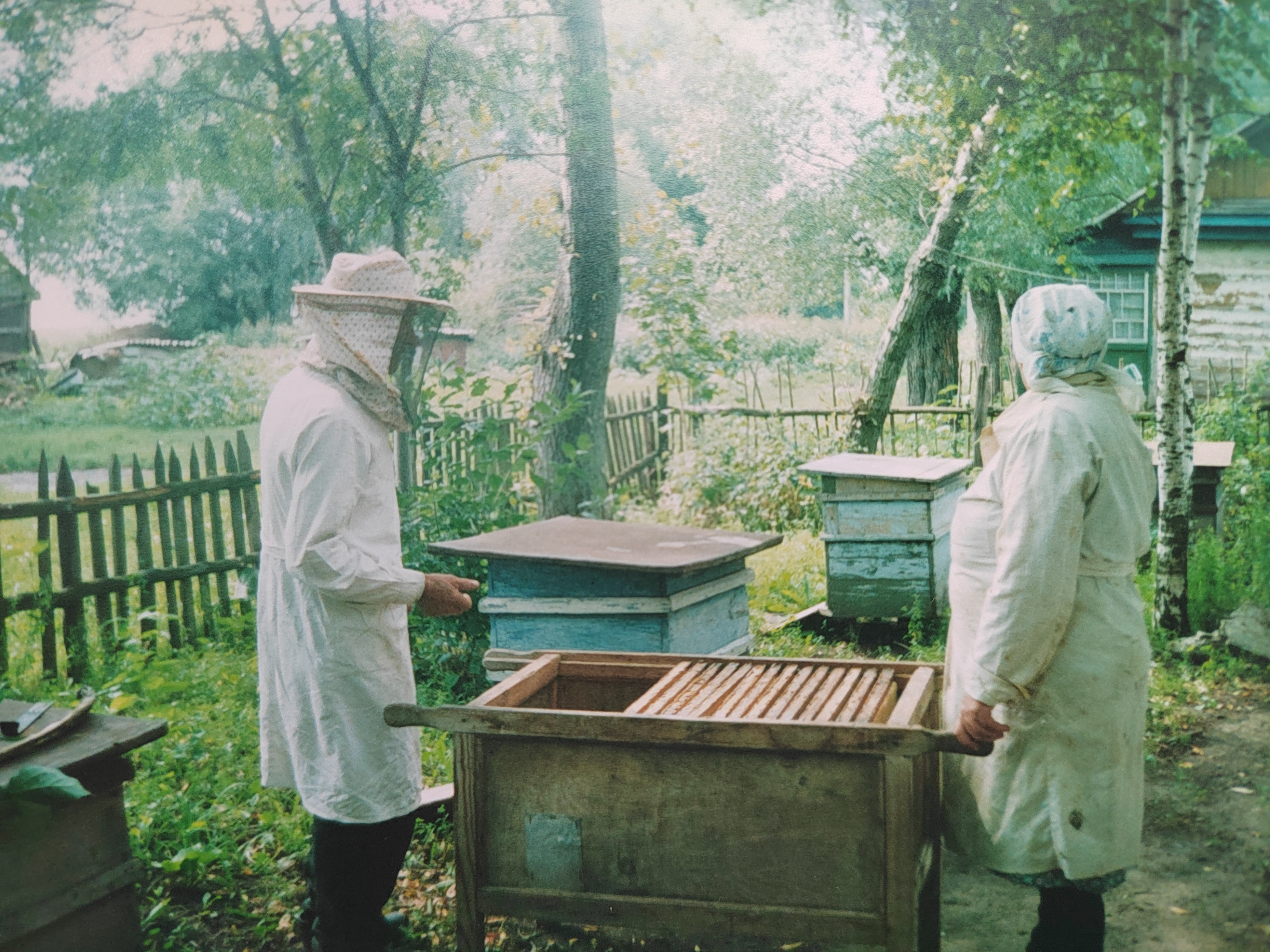

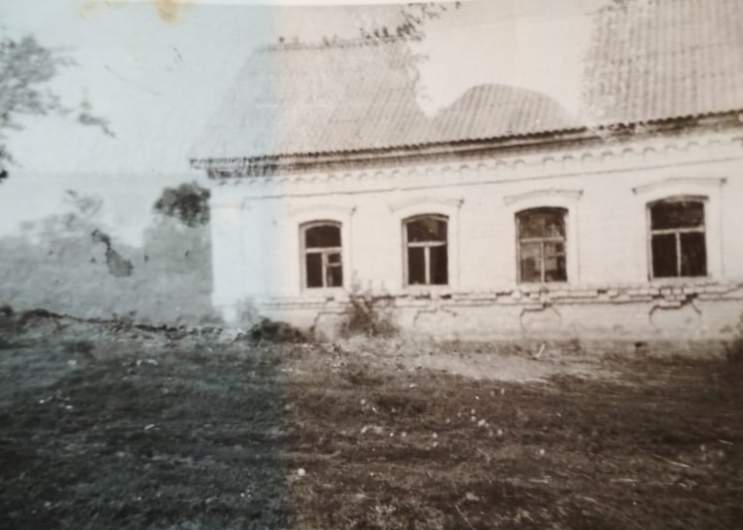

Ржевка — деревня в Мичуринском районе Тамбовской области России. Входит в состав Глазковского сельсовета. Деревня существовала до осени 2004 года. Последними жителями деревни были Гудковы Иван Степанович и Нина Константиновна.
Деревня насчитывала две улицы "Старая деревня" и "Новая деревня". В Деревне находился деревенский магазин, школа и водопровод. На окраине деревни находился полевой стан с сельскохозяйственной техникой и комбайнами "Колос" и СК-5 "Нива".
Дома и дворовые постройки были исключительно из дерева.

## География
Деревня находится в северо-западной части Тамбовской области, в лесостепной зоне, в пределах Окско-Донской низменной равнины, на левом берегу реки Жистинец, на расстоянии примерно 34 километров (по прямой) к северо-востоку от города Мичуринска, административного центра района. Абсолютная высота — 145 метров над уровнем моря.
Во времена СССР через деревню проходил автобус Мичуринск- Зеленое, но позже линия была сокращена и автобус доходил только до деревни Желановка.  Расстояние от Желановки до Ржевки составляет  чуть более 4 километров по грунтовой дороге.

### Климат
Климат умеренно континентальный, с холодной продолжительной зимой и тёплым летом. Средняя температура воздуха самого холодного месяца (января) — −10,5 °C (абсолютный минимум — −39 °C); самого тёплого месяца (июля) — 20 °C (абсолютный максимум — 38 °С). Безморозный период длится в среднем 136 дней. Среднегодовое количество атмосферных осадков составляет 550 мм, из которых 366 мм выпадает в период с апреля по октябрь.

### Часовой пояс
Деревня Ржевка, как и вся Тамбовская область, находится в часовой зоне МСК (московское время). Смещение применяемого времени относительно UTC составляет +3:00.

## Население
| 1989 | 2010 |
| ---- | ---- |
| 28   | ↘0   |

### Национальный состав
Согласно результатам переписи 2002 года, в национальной структуре населения русские составляли 100 % из 4 чел.